# Ґардецький Олексій
Олексій (Олекса, Олесь) Ґардецький (25 липня 1925, с. Соколівка, тепер Косівська міська громада, Івано-Франківська область — 3 квітня 1992, м. Філадельфія, США) — унтершарфюрер (десятник) 14-ї гренадерської дивізії військ СС «Галичина», науковець, професор, ветеранський і громадський діяч у діаспорі.

## Життєпис
Народився 25 липня 1925 року в селі Соколівка Косівського повіту.
У 1943 році закінчив середню школу в Коломиї та одразу зголосився до дивізії «Галичина». Учасник битви під Бродами, за проявлений героїзм нагороджений Залізним хрестом 2-го класу. Продовжив бойовий шлях у Словаччині та Австрії.
Перебував у американському полоні в Франції до 1948 року. Після звільнення два роки навчався на юридичному факультеті в університеті Сорбонна у Парижі.
В 1950 році емігрував до Канади, а у 1954 переїхав до США. Проживав у Філадельфії, вивчав економіку. У 1971 році здобув ступінь доктора Українського вільного університету. З 1972 по 1991 був професором економіки в університеті «Вілланова».
Був членом управи Філадельфійської станиці Братства колишніх вояків 1-ї Української дивізії УНА.
Помер 3 квітня 1992 року, похоронений на українському цвинтар святої Марії (Фокс Чейз).

### Родина
- Євгенія — дружина.
- Ірина — сестра.